# 집박쥐
집박쥐 또는 일본집박쥐(Pipistrellus abramus)는 애기박쥐과에 속하는 박쥐의 일종이다. 다 자란 성체의 몸길이는 3.6~4.8cm이고 꼬리 길이는 2.9~4.0cm, 날개 길이는 3.2~3.6cm이다. 천장 아래 또는 오래된 건물 지붕 안쪽에 매달려 생활하는 것을 좋아한다. 중국과 대만부터 우수리강 지역을 거쳐 한반도와 일본에 이르는 동아시아에서 발견된다. 특히 중국에서 하이난섬과 저우산 군도의 섬에서 발견된다.

## 먹이
먹이는 딱정벌레와 날도래류, 파리, 벌, 나방, 매미 등이다.